# Се Сюйжэнь
Се Сюйжэ́нь (кит. упр. 谢旭人, пиньинь Xiè Xùrén) — министр финансов Китайской Народной Республики в 2007—2013 годах.

## Биография
Се родился в 1947 году в Нинбо, провинция Чжэцзян. В 1980 году стал членом Коммунистической партии Китая.